# La Gorgue
La Gorgue (ndl.: „De Gorge“) ist eine französische Gemeinde mit 5553 Einwohnern (Stand 1. Januar 2022) im Département Nord in der Region Hauts-de-France. Sie gehört zum Arrondissement Dunkerque und zum Kanton Hazebrouck.

## Geografie
Die Gemeinde La Gorgue liegt 22 Kilometer westlich von Lille. Die nördliche Gemeindegrenze markiert der schiffbare Fluss Leie, die südliche Gemeindegrenze ist auch die Grenze zum Département Pas-de-Calais. Im Westen hat La Gorgue einen Anteil an einem Agrochemie-Betrieb. Nachbargemeinden sind: Estaires, Sailly-sur-la-Lys, Laventie, Richebourg, Lestrem und Merville.

## Bevölkerungsentwicklung
| Jahr                       | 1962 | 1968 | 1975 | 1982 | 1990 | 1999 | 2010 | 2020 |
| Einwohner                  | 4141 | 4104 | 4168 | 4602 | 5028 | 5215 | 5956 | 5640 |
| Quellen: Cassini und INSEE |      |      |      |      |      |      |      |      |

## Geschichte
Am 28. Dezember 1941 ereignete sich ein schwerer Eisenbahnunfall zwischen La Gorgue und Laventie, als hier zwei Züge zusammenstießen. 56 Menschen starben, 40 wurden darüber hinaus verletzt.

## Sehenswürdigkeiten
- Belfried des Rathauses
- Kirche Saint-Pierre (1895)
- Heiligkreuz-Kirche (Église Sacré-Cœur)
- Ruinen der Abtei Notre-Dame de Beaupré-sur-la-Lys
- britischer Soldatenfriedhof

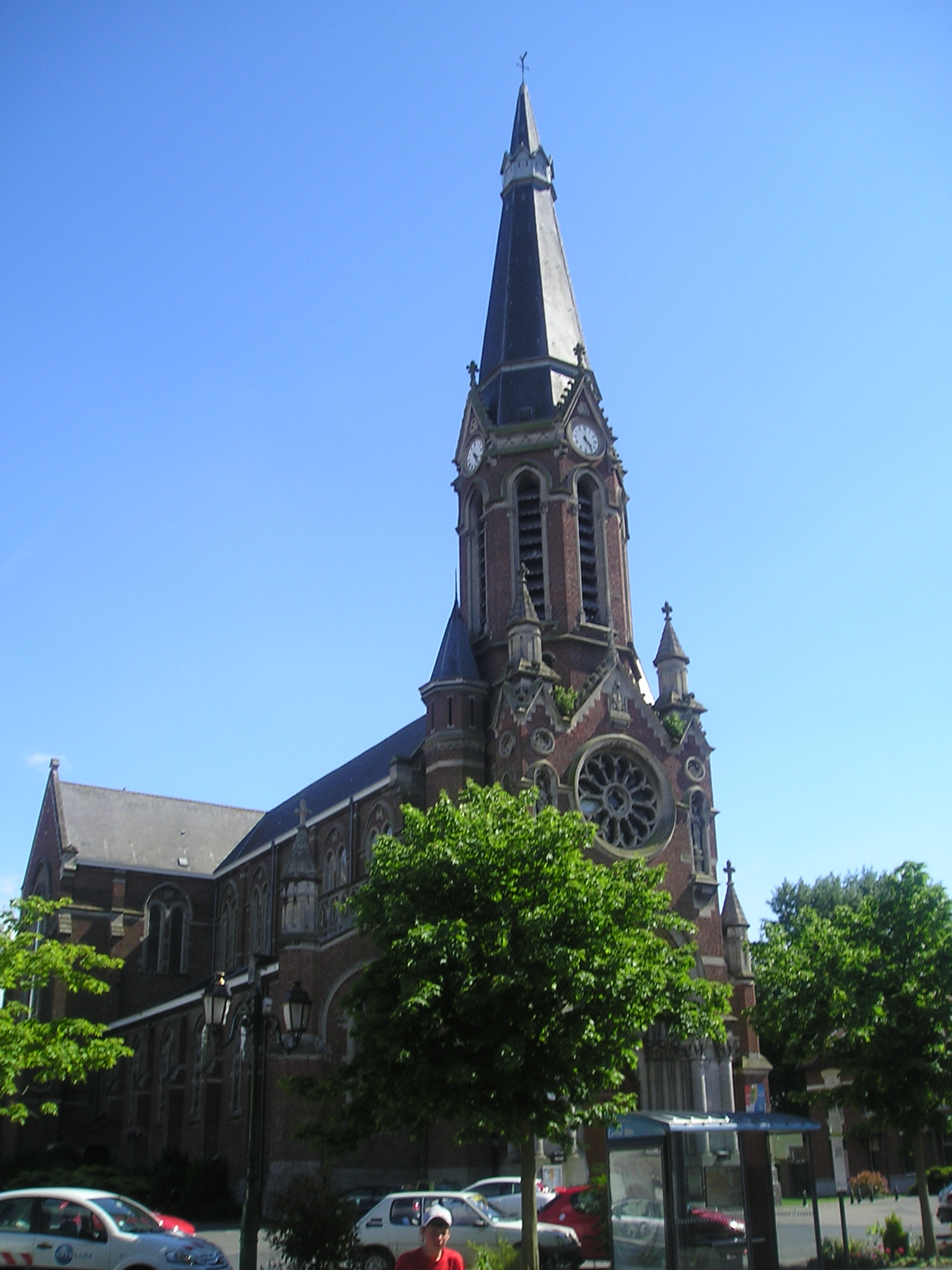
Kirche Saint-Pierre
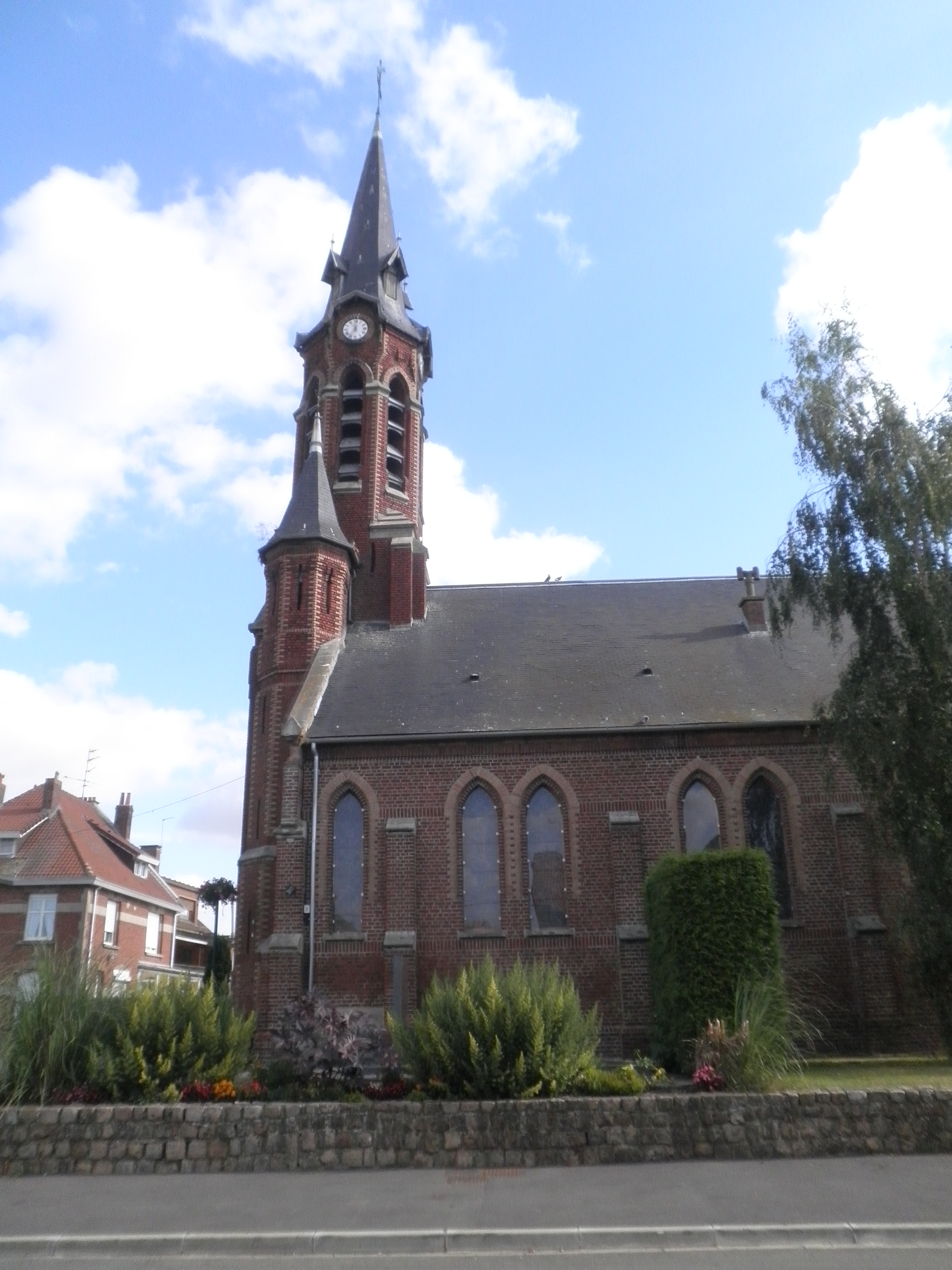
Heiligkreuz-Kirche

## Persönlichkeiten
- Charles de l’Écluse (1526–1609), Mediziner und Botaniker